# Сербино-Вединяпино
Сербино-Вединяпино — упразднённое село в Балашовском районе Саратовской области России. Входило в состав Сухо-Еланского муниципального образования. Исключено из учётных данных в 2006 году.

## География
Село находилось в западной части Саратовского Правобережья, в пределах Окско-Донской равнины, в степной зоне, в вершине безымянной балки притоке реки Купава, на расстоянии примерно 6,5 километров (по прямой) к юго-западу от села Пичурино.

### Климат
Климат характеризуется как умеренно континентальный с холодной малоснежной зимой и сухим жарким летом. Среднегодовая температура воздуха — 4,3 — 4,7 °C. Средняя многолетняя температура самого холодного месяца (января) составляет −11,1 °С (абсолютный минимум — −39 °С), температура самого тёплого (июля) — 20,7 °С (абсолютный максимум — 39 °С). Средняя продолжительность безморозного периода 145—155 дней. Среднегодовое количество атмосферных осадков — 476 мм, из которых 200—300 мм выпадает в период с апреля по октябрь. Снежный покров держится в среднем 130—135 дней в году.

## Население
Согласно результатам переписи 2002 года в селее отсутствовало постоянное население